# Grid Autosport
Grid Autosport és un videojoc de curses tret a la venda per Codemasters disponible per Microsoft Windows, PlayStation 3 i Xbox 360 el 24 de Juny en Nort America i el 27 de Juny 2014 a Europa. És la tercera entrega de la saga Grid, successor de Grid i Grid 2. El joc apunta a ser un títol de carreres amb "l'experiència de conducció més real possible", ja que després que sortís el Grid 2, Codemasters es va adonar que a la comunitat de fans no els va acabar de convèncer. Aleshores els desenvolupadors han aprofitat la tercera entrega per a modificar el mode de conducció i crear un el més real possible.

## Jugabilitat
En el Grid Autosport, el jugador actua com a conductor de carreres amb l'oportunitat de poder començar la seva carrera via el mode Carrera de un sol jugador, Pots competir "online" contra altres jugadors en carreres personalitzades, customitza la teva experiència de conductor de carreres amb vehicles, circuits, tipus de carreres, dificultat, etc. O també pots jugar amb un segon jugador a pantalla dividida.